# Дважды косо отсечённый икосаэдр
Два́жды ко́со отсечённый икоса́эдр — один из многогранников Джонсона (J62, по Залгаллеру — М7+М3).
Составлен из 12 граней: 10 правильных треугольников и 2 правильных пятиугольников. Каждая пятиугольная грань окружена пятиугольной и четырьмя треугольными; среди треугольных 2 грани окружены двумя пятиугольными и треугольной, 4 грани — пятиугольной и двумя треугольными, остальные 4 — тремя треугольными.
Имеет 20 рёбер одинаковой длины. 1 ребро располагается между двумя пятиугольными гранями, 8 рёбер — между пятиугольной и треугольной, остальные 11 — между двумя треугольными.
У дважды косо отсечённого икосаэдра 10 вершин. В 2 вершинах сходятся две пятиугольных грани и одна треугольная; в 6 вершинах сходятся одна пятиугольная грань и три треугольных; в остальных 2 — пять треугольных.
Дважды косо отсечённый икосаэдр можно получить из икосаэдра, отсекши от того две правильных пятиугольных пирамиды (J2), основания которых имеют общее ребро. Вершины полученного многогранника — 10 из 12 вершин икосаэдра, рёбра — 20 из 30 рёбер икосаэдра; отсюда ясно, что у дважды косо отсечённого икосаэдра тоже существуют описанная и полувписанная сферы, причём они совпадают с описанной и полувписанной сферами исходного икосаэдра.

## Метрические характеристики
Если дважды косо отсечённый икосаэдр имеет ребро длины {\displaystyle a}, его площадь поверхности и объём выражаются как
{\displaystyle S={\frac {1}{2}}\left(5{\sqrt {3}}+{\sqrt {25+10{\sqrt {5}}}}\right)a^{2}\approx 7{,}7710818a^{2},}
{\displaystyle V={\frac {1}{6}}\left(5+2{\sqrt {5}}\right)a^{3}\approx 1{,}5786893a^{3}.}
Радиус описанной сферы (проходящей через все вершины многогранника) при этом будет равен
{\displaystyle R={\frac {1}{4}}{\sqrt {10+2{\sqrt {5}}}}\;a\approx 0{,}9510565a;}
радиус полувписанной сферы (касающейся всех рёбер в их серединах) —
{\displaystyle \rho ={\frac {1}{4}}\left(1+{\sqrt {5}}\right)a\approx 0{,}8090170a.}